# Белимбегово (община)
Вижте пояснителната страница за други значения на Илинден.
Белимбегово (на македонска литературна норма: Општина Илинден) е община, разположена в северната част на Северна Македония, в Скопското поле. Около 70% от землището ѝ е обработваема земя, засята предимно с житни култури, а на територията на общината се намират и някои важни индустриални обекти като нефтената рафинерия ОКТА и Свободната икономическа зона Бунарджик. Център на общината е квартал Белимбегово, като в нея влизат още 11 села. Община Белимбегово има повърхност от 97,02 km2 и гъстота на населението от 163,82 жители на km2.

## Структура на населението
Според преброяването от 2002 година община Белимбегово има 15 894 жители.
| Етническа принадлежност | Процент |
| северномакедонци        | 87,83%  |
| албанци                 | 2,21%   |
| турци                   | 0,11%   |
| роми                    | 2,69%   |
| власи                   | 0,01%   |
| сърби                   | 5,74%   |
| бошняци                 | 0,00%   |
| други                   | 1,41%   |